# Patricia Owens
Patricia Molly Owens (Golden, 17 gennaio 1925 – Lancaster, 31 agosto 2000) è stata un'attrice canadese.

## Biografia
Nata in Canada, all'età di otto anni Patricia Owens seguì i genitori che si trasferirono in Inghilterra nel 1933. Il padre Arthur Owens divenne agente del controspionaggio e durante la seconda guerra mondiale lavorò per l'MI5, l'agenzia per la sicurezza del Regno Unito. La carriera cinematografica della Owens prese avvio nel 1943 quando, diciottenne, fu scritturata per comparire nella commedia musicale Miss London Ltd. di Val Guest. L'anno successivo ebbe un piccolo ruolo non accreditato nella satira di costume English Without Tears (1944) di Harold French e nella seconda metà del decennio ebbe parti via via più consistenti, fino al ruolo di Angela Parry nella commedia brillante The Happiest Days of Your Life (1950).
Tuttavia nella prima metà degli anni cinquanta la sua carriera stentava a decollare e le sue apparizioni in film importanti come I cavalieri della tavola rotonda (1953) e L'età della violenza (1954) furono ancora non accreditate. L'occasione propizia giunse mentre l'attrice stava recitando in teatro nella commedia romantica Sabrina Fair, quando venne notata da un agente della Twentieth Century Fox che le procurò un provino. Il test ebbe esito positivo e la Owens partì per Hollywood, dove debuttò nel film L'isola nel sole (1957), un melodramma sull'odio razziale, seguito subito dopo da Un urlo nella notte (1957). Nello stesso anno venne prestata alla Warner Bros. per recitare accanto a Marlon Brando in Sayonara (1957), in cui interpretò Eileen Webster, figlia di un generale dell'esercito statunitense di stanza in Giappone e ragazza di buona famiglia, il cui fidanzamento con un maggiore dell'aviazione (Brando) entra in crisi quando lui si innamora di una ragazza nipponica.
La carriera dell'attrice giunse all'apice l'anno successivo, prima con il ruolo di Peggy nel western Sfida nella città morta (1958), al fianco di Robert Taylor e Richard Widmark, poi con l'horror fantascientifico L'esperimento del dottor K. (1958), in cui interpretò il ruolo di Helene Delambre, la moglie dello scienziato (David Hedison) che tenta un ardito esperimento che lo trasforma in una mosca, personaggio femminile chiave che narra in flashback la maggior parte della tragica e fantasiosa vicenda.
La Owens continuò ad apparire in pellicole drammatiche e d'avventura come All'inferno per l'eternità (1960), 7 donne dall'inferno (1961), storia di un gruppo di donne che fuggono da un campo di concentramento giapponese, e Il leggendario X-15 (1961), mentre intensificava la sua attività sul piccolo schermo con partecipazioni nelle serie Alfred Hitchcock presenta (1959), Gli intoccabili (1963), La legge di Burke (1966) e Perry Mason (1966). 
Nella seconda metà degli anni sessanta l'attrice concluse la propria parentesi hollywoodiana, durata poco più di dieci anni, con due ultime apparizioni cinematografiche, la prima nel western Lo sperone nero (1965) e la seconda in I distruttori (1968), un thriller di spionaggio a basso costo in cui recitò accanto a Richard Egan. L'abbandono della carriera e il definitivo ritiro dalle scene avvennero dopo un'ultima apparizione televisiva in un episodio della serie Lassie (1968).

## Vita privata
Patricia Owens si sposò tre volte, la prima nel 1956 con il produttore cinematografico e sceneggiatore Sy Bartlett, da cui divorziò nel 1958. Dal secondo breve matrimonio (1960-1961) con Jerome Nathanson, ebbe un figlio, Adam. Nel 1969 si risposò in terze nozze con John Austin, da cui divorziò nel 1975.
L'attrice morì all'età di 75 anni il 31 agosto del 2000 in Lancaster, California a causa di un cancro.  

## Filmografia

### Cinema
- Miss London Ltd., regia di Val Guest (1943)
- English Without Tears, regia di Harold French (1944)
- Give Us the Moon, regia di Val Guest (1944)
- One Exciting Night, regia di Walter Forde (1944)
- Things Happen at Night, regia di Francis Searle (1947)
- Panic at Madame Tussaud's, regia di Peter Graham Scott (1948)
- Paper Orchid, regia di Roy Ward Baker (1949)
- Bait, regia di Frank Richardson (1950)
- Old Mother Riley, Headmistress, regia di John Harlow (1950)
- The Happiest Days of Your Life, regia di Frank Launder (1950)
- Mystery Junction, regia di Michael McCarthy (1951)
- Crow Hollow, regia di Michael McCarthy (1952)
- Ghost Ship, regia di Vernon Sewell (1952)
- I cavalieri della tavola rotonda (Knights of the Round Table), regia di Richard Thorpe (1953)
- Tale of Three Women, regia di Thelma Connell e Paul Dickson (1954)
- L'età della violenza (The Good Dye Young), regia di Lewis Gilbert (1954)
- The Final Twist (1954) - cortometraggio
- The Stranger Came Home, regia di Terence Fisher (1954)
- Windfall, regia di Henry Cass (1955)
- House of Blackmail, regia di Maurice Elvey (1956)
- Alive on Saturday, regia di Alfred Travers (1957)
- L'isola nel sole (Island in the Sun), regia di Robert Rossen (1957)
- Un urlo nella notte (No Down Payment), regia di Martin Ritt (1957)
- Sayonara, regia di Joshua Logan (1957)
- Sfida nella città morta (The Law and Jake Wade), regia di John Sturges (1958)
- L'esperimento del dottor K. (The Fly), regia di Kurt Neumann (1958)
- Agguato nei Caraibi (The Gun Runners), regia di Don Siegel (1958)
- Il re della prateria (These Thousand Hills), regia di Richard Fleischer (1959)
- Cinque vie per l'inferno (Five Gates to Hell), regia di James Clavell (1959)
- All'inferno per l’eternità (Hell to Eternity), regia di Phil Karlson (1960)
- 7 donne dall'inferno (Seven Women from Hell), regia di Robert D. Webb (1961)
- Il leggendario X-15 (X-15), regia di Richard Donner (1961)
- Killer Story (Walk a Tightrope), regia di Frank Nesbitt (1965)
- Lo sperone nero (Black Spurs), regia di R.G. Springsteen (1965)
- I distruttori (The Destructors), regia di Francis D. Lyon (1968)

### Televisione
- London Playhouse – serie TV, episodio 1x07 (1955)
- Colonnello March (Colonel March of Scotland Yard) – serie TV, episodio 1x25 (1956)
- Alfred Hitchcock presenta (Alfred Hitchcock Presents) – serie TV, episodio 5x02 (1959)
- Avventure in paradiso (Adventures in Paradise) – serie TV, episodio 1x08 (1959)
- Alcoa Theatre – serie TV, episodio 3x18 (1960)
- Follow the Sun – serie TV, episodio 1x07 (1961)
- Tales of Wells Fargo – serie TV, episodio 6x18 (1962)
- Bus Stop – serie TV, episodio 1x22 (1962)
- Gli intoccabili (The Untouchables) – serie TV, episodio 4x26 (1963)
- Gunsmoke – serie TV, episodio 9x32 (1964)
- La legge di Burke (Burke's Law) – serie TV, episodi 3x16-3x17 (1966)
- Perry Mason – serie TV, episodio 9x22 (1966)
- Lassie – serie TV, episodio 15x1 (1968)

## Doppiatrici italiane
- Dhia Cristiani in L'esperimento del dottor K, Cinque vie per l'inferno
- Flaminia Jandolo in L'isola nel sole
- Rita Savagnone in Sfida nella città morta
- Micaela Giustiniani in Agguato nei Caraibi